# 랭글리 (단위)
랭글리 (Ly)는 열 전달의 정도를 나타내는 단위로, 특히 지구가 받는 태양 복사량 (또는 일사량 )을 나타낼 때 사용한다. 이 단위는 1942년에 프란츠 링케 (Franz Linke)에 의해 제안되었는데, 1947년 사무엘 랭글리 (1834–1906)의 이름을 따서 명명되었다.

## 정의
1 랭글리는 아래와 같이 정의된다.
- 평방 센티미터 당 1 열화학적 칼로리,[2]
- 41 840 J/ m2 ( 제곱미터 당 줄 )[3]

## 같이 보기
- 태양 상수
- 복사 노출